# Eupithecia kurtia
Eupithecia kurtia es una especie de polilla de la familia Geometridae. La especie fue descrita por primera vez por William Warren habiendo sido descrita en 1987, con distribución en México. El holotipo de la especie fue descrita en Orizaba.

## Descripción
Es una polilla pequeña con una envergadura de 20 milímetros (0,8 plg). Sus alas anteriores son de color gris oscuro polvoriento, salpicados de negruzco, sobre un fondo ocre pálido, con bandas pálidas que bordean la fascia central y como una mancha oblicua en la mitad de la costa. Las alas posteriores son más blanquecinas, grises a lo largo de los márgenes internos y posteriores, con una mancha celular pequeña. La cara inferior del ala anterior es de color gris rufo, con todas las líneas bien marcadas y una mancha celular negra. Por su parte, las alas posteriores son más blancas en su aspecto inferior, con una mancha celular negra seguida de líneas postmedianas y submarginales de color gris oscuro.
La cabeza, tórax y abdomen son de color leonado mezclado con gris. Tiene Gran parecido a la especie suramericana E. hastaria, pero la disposición de los tintes es diferente, así como las marcas de la parte inferior de sus alas.